# Альдобрандескі

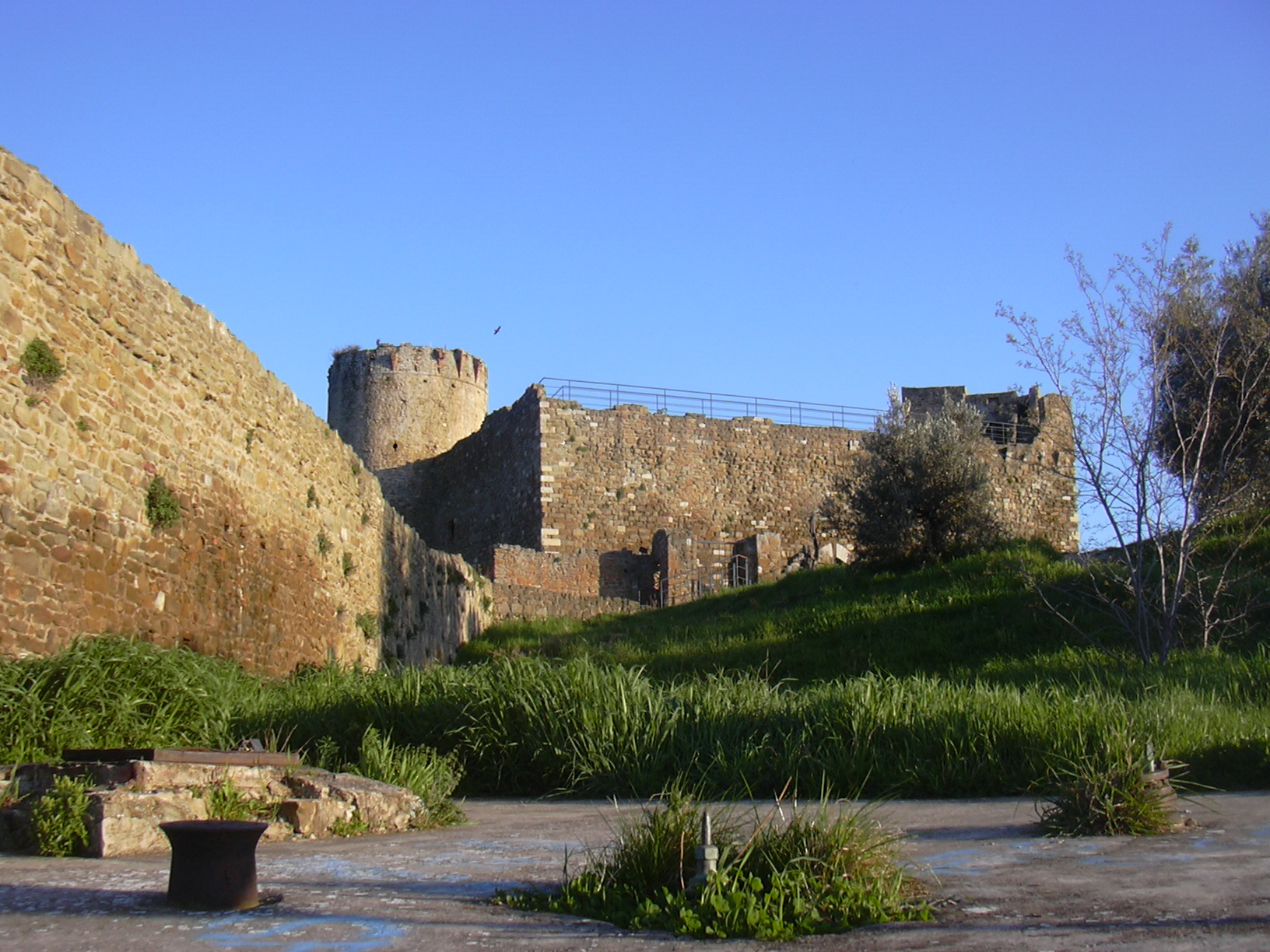
Замок Альдобранжескі в Скарліно

Альдобрандескі — італійська шляхетська родина з південної Тоскани.

## Загальні відомості
Імовірно, мала ломбардійське походження. Її представники були графами Санта-Фйора наприкінці VIII — початку IX століття, хоча Гільєрмо Альдобрандескі згадується як володар Росселя на початку 729 року. Володіння родини розташовувались на території сучасних південної Тоскани й північного Лаціо.
1274 року землі родини було розділено на графства Санта-Фйора та Сована, які з того часу перебували під владою різних гілок родини.
Найвідомішими представниками родини були Гульєльмо Альдобрандескі, який жив у XIII столітті, та якого згадував Данте Аліг'єрі під іменем Гран Тоско, а також папа римський Григорій VII.